# Kojima Yatarō
Kojima Yatarō est un nom japonais traditionnel ; le nom de famille (ou le nom d'école), Kojima, précède donc le prénom (ou le nom d'artiste).
Kojima Yatarō (小島 弥太郎, 1522 - 1582) est un samouraï de l'époque Sengoku au service du clan Uesugi de la province d'Echigo. Il est un des principaux généraux d'Uesugi Kenshin. Sa férocité au combat lui gagne le surnom de « Kojima le diable » (鬼小島, Oni Kojima).
Il est parfois aussi appelé « L'Ogre » en raison de l'image d'un oni grimaçant sur son casque. Son arme de prédilection est un kanabō, ce qui ajoute à sa réputation d'omi.

## Source de la traduction
- (en) Cet article est partiellement ou en totalité issu de l’article de Wikipédia en anglais intitulé « Kojima Yataro » (voir la liste des auteurs).